# Leiopathes glaberrima
Leiopathes glaberrima is een Antipathariasoort uit de familie van de Leiopathidae. De wetenschappelijke naam van de soort is voor het eerst geldig gepubliceerd in 1788 door Esper.